# Massey Ferguson 3070 Autotronic
Massey Ferguson 3070 Autotronic är en jordbrukstraktor som var en föregångare inom elektronisk styrning i traktorer. Tillverkningen startade 1986 i Beauvais.